# Sprzymierzeni
Sprzymierzeni (ang. Allied) – amerykańsko-brytyjski film fabularny z 2016 roku w reżyserii Roberta Zemeckisa, wyprodukowany przez wytwórnię Paramount Pictures. Główne role w filmie zagrali Brad Pitt, Marion Cotillard i Lizzy Caplan.
Premiera filmu odbyła się 23 listopada 2016 w Stanach Zjednoczonych. Dwa dni później, 25 listopada, obraz trafił do kin na terenie Wielkiej Brytanii i Polski.

## Fabuła
Akcja filmu rozgrywa się w 1942 roku w Afryce Północnej. Doświadczony oficer brytyjskiego wywiadu Max Vatan (Brad Pitt) udaje się na wspólną misję z Marianne Beauséjour (Marion Cotillard), działaczką francuskiego ruchu oporu. Mają za zadanie zabić nazistowskiego ambasadora stacjonującego w Casablance. Na potrzeby operacji agenci udają małżeństwo. Aby zdobyć zaufanie niemieckiej elity, podają się za paryżan, zwolenników sprzyjającego hitlerowcom rządu Vichy. Vatan i Beauséjour spędzają ze sobą zaledwie dwa dni, ale to wystarczy, by fałszywi małżonkowie naprawdę zakochali się w sobie. Po pomyślnie zakończonej akcji Vatan zabiera swoją wybrankę do Londynu, gdzie wkrótce stają na ślubnym kobiercu.
Miłosna sielanka nie trwa jednak zbyt długo. Po roku wspólnego życia Max, szczęśliwy mąż i ojciec, dowiaduje się od przełożonych, że Marianne jest prawdopodobnie podwójnym agentem i szpieguje na rzecz III Rzeszy, co może mieć tragiczne konsekwencje. Mimo niezaprzeczalnych faktów Vatan nie wierzy w to, że jego ukochana dopuściła się zdrady i jest gotowy na wszystko, by to potwierdzić. Oficer ma zaledwie trzy doby, aby znaleźć dowody jej niewinności.

## Obsada
- Brad Pitt jako Max Vatan[4]
- Marion Cotillard jako Marianne Beauséjour[5]
- Jared Harris jako pułkownik Frank Heslop[6]
- Matthew Goode jako Guy Sangster
- Lizzy Caplan jako Bridget Vatan[7]
- Anton Lesser jako Emmanuel Lombard
- August Diehl jako Hobar
- Camille Cottin jako Monique
- Charlotte Hope jako Louise
- Marion Bailey jako pani Sinclair
- Simon McBurney jako przedstawiciel S.O.E.

## Odbiór

### Box office
Film Sprzymierzeni zarobił 40,1 miliona dolarów w Stanach Zjednoczonych i Kanadzie oraz 79,4 miliona dolarów w pozostałych państwach; łącznie 119,5 miliona dolarów w stosunku do budżetu produkcyjnego 85 milionów dolarów.

### Krytyka
Film Sprzymierzeni spotkał się z mieszaną reakcją krytyków. W serwisie Rotten Tomatoes 60% z dwustu czterdziestu dziewięciu recenzji filmu jest pozytywna (średnia ocen wyniosła 6,17 na 10). Na portalu Metacritic średnia ocen z 44 recenzji wyniosła 60 punktów na 100.

### Nagrody i nominacje
| Rok  | Miejsce                                                      | Nagroda         | Kategoria                         | Odbiorcy i nominowani | Wynik     |
| ---- | ------------------------------------------------------------ | --------------- | --------------------------------- | --------------------- | --------- |
| 2016 | Critics' Choice Movie Awards                                 | Critics' Choice | Najlepsze kostiumy                | Joanna Johnston       | nominacja |
| 2017 | 89. ceremonia wręczenia Oscarów                              | Oscar           | Najlepsze kostiumy                | Joanna Johnston       | nominacja |
| 2017 | 70. ceremonia wręczenia nagród Brytyjskiej Akademii Filmowej | BAFTA           | Najlepsze kostiumy                | Joanna Johnston       | nominacja |
| 2017 | Nagroda Satelita 2017                                        | Satelita        | Najlepsza scenografia             | Gary Freeman          | nominacja |
| 2017 | Nagroda Satelita 2017                                        | Satelita        | Najlepszy dźwięk                  | Sprzymierzeni         | nominacja |
| 2017 | Nagrody Saturn 2017                                          | Saturn          | Najlepszy film akcji / przygodowy | Sprzymierzeni         | nominacja |